# Chaetonotus oplites
Chaetonotus oplites is een buikharige uit de familie Chaetonotidae. De wetenschappelijke naam van de soort werd in 1994 voor het eerst geldig gepubliceerd door Balsamo, Fregni & Tongiorgi. De soort wordt in het ondergeslacht Chaetonotus geplaatst.